# Panicum spergulifolium
Panicum spergulifolium är en gräsart som beskrevs av Aimée Antoinette Camus. Panicum spergulifolium ingår i släktet vipphirser, och familjen gräs. Inga underarter finns listade i Catalogue of Life.